# Acer saccharinum
El arce de azúcar, arce del Canadá, arce sacarino, arce plateado o arce blanco americano (Acer saccharinum) es una especie botánica de arce nativa del este de EE. UU. y áreas adyacentes del sudeste de Canadá. Es, relativamente, de rápido crecimiento. Se lo ubica a lo largo de vías de agua y humedales. Es uno de los más comunes árboles de EE. UU. Es altamente adaptable, aunque tienen más altos requerimientos de luz solar que otros arces.
Etimología de saccharinum, del latín saccharinus-a-um, azucarado, referido al jugo azucarado que se obtiene de su savia.

## Descripción

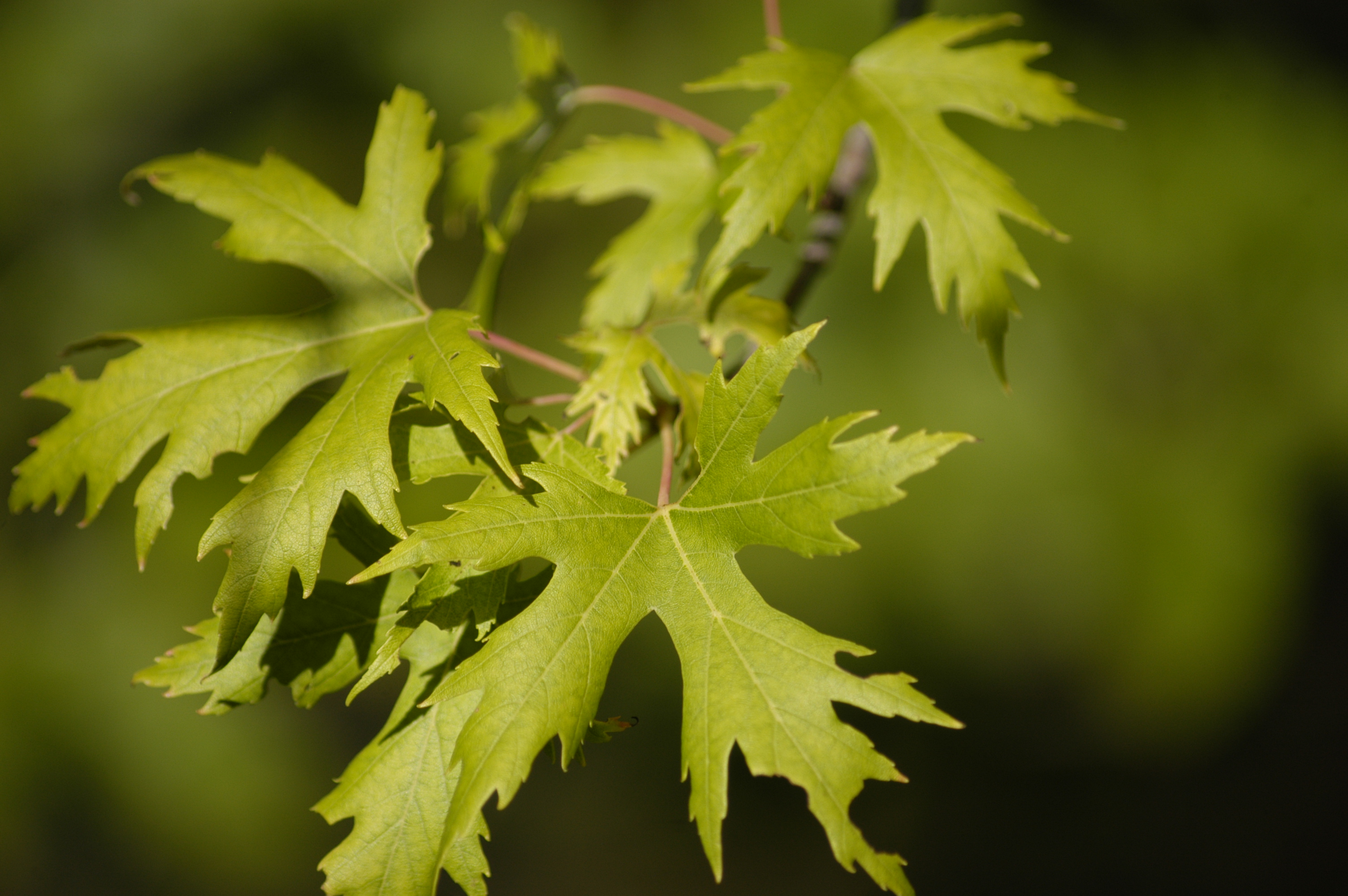
Hojas.

Es un Árbol caducifolio de 20-30 m, aunque puede llegar a los 40 m de altura. La corteza es lisa, gris y se desprende en escamas con la edad. 
Las hojas son palmadas, 8-16 cm de largo y 6-12 cm de ancho, con muescas profundas y angulares entre los 5 lóbulos. Haz verde brillante y envés plateado. 
Flores en pequeñas panículas, producidas antes que las hojas, a principios de primavera. Las semillas (sámaras) maduran a principios de verano. Estas son aladas y en pares (disámaras), pequeñas (5-10 mm de diámetro), con las alas de 3-5 cm de largo. Su principal dispersión es anemócora.
En troncos maduros, la corteza es gris y pilosa. En ramas y troncos jóvenes, la corteza es suave y gris plateada. En muchas partes del este de EE. UU., los grandes brotes son uno de los alimentos primarios de las ardillas durante la primavera, después de la desaparición de frutos, comenzando a escasear su alimento. Las semillas son las más grandes de cualquier arce nativo y también fuente de alimento de la vida silvestre.

## Cultivo

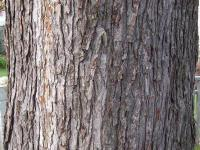
Corteza de arce plateado.

Tiene madera brillante, comúnmente dañada en tormentas. Raíces flojas y fibrosas, fácilmente invade campos sépticos y viejos drenes, pudiendo llegar a quebrar los cimientos. Es vigoroso, si no se lo poda, crece con múltiples troncos. Es, sin lugar a dudas, muy usado como árbol ornamental debido a su rápido crecimiento, fácil de propagar y trasplantar. 
Muy tolerante a condiciones urbanas, por lo que frecuentemente se planta en calles. Aunque naturalmente se lo halla cerca del agua, puede crecer bien en suelos más secos.
Es cultivado fuera de su rango nativo, mostrando tolerancia a un amplio rango de climas, creciendo exitosamente tan lejos como el norte y centro de Noruega; sur de Orlando, Florida. Puede medrar en el clima mediterráneo, tanto como en Jerusalén y Los Ángeles, si tiene humedad en verano. También en partes templadas del Hemisferio Sur, como Argentina o Uruguay.

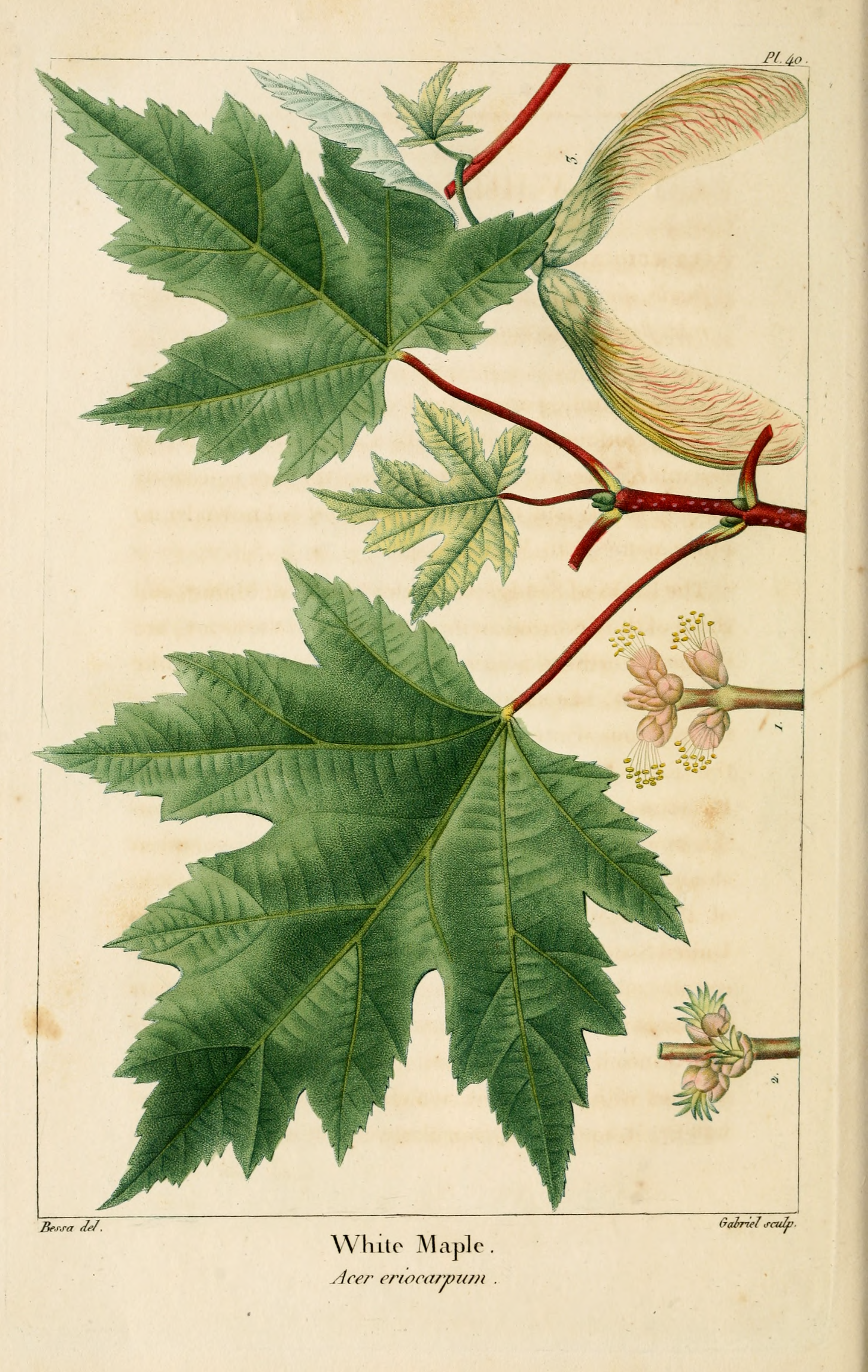
Ilustración.

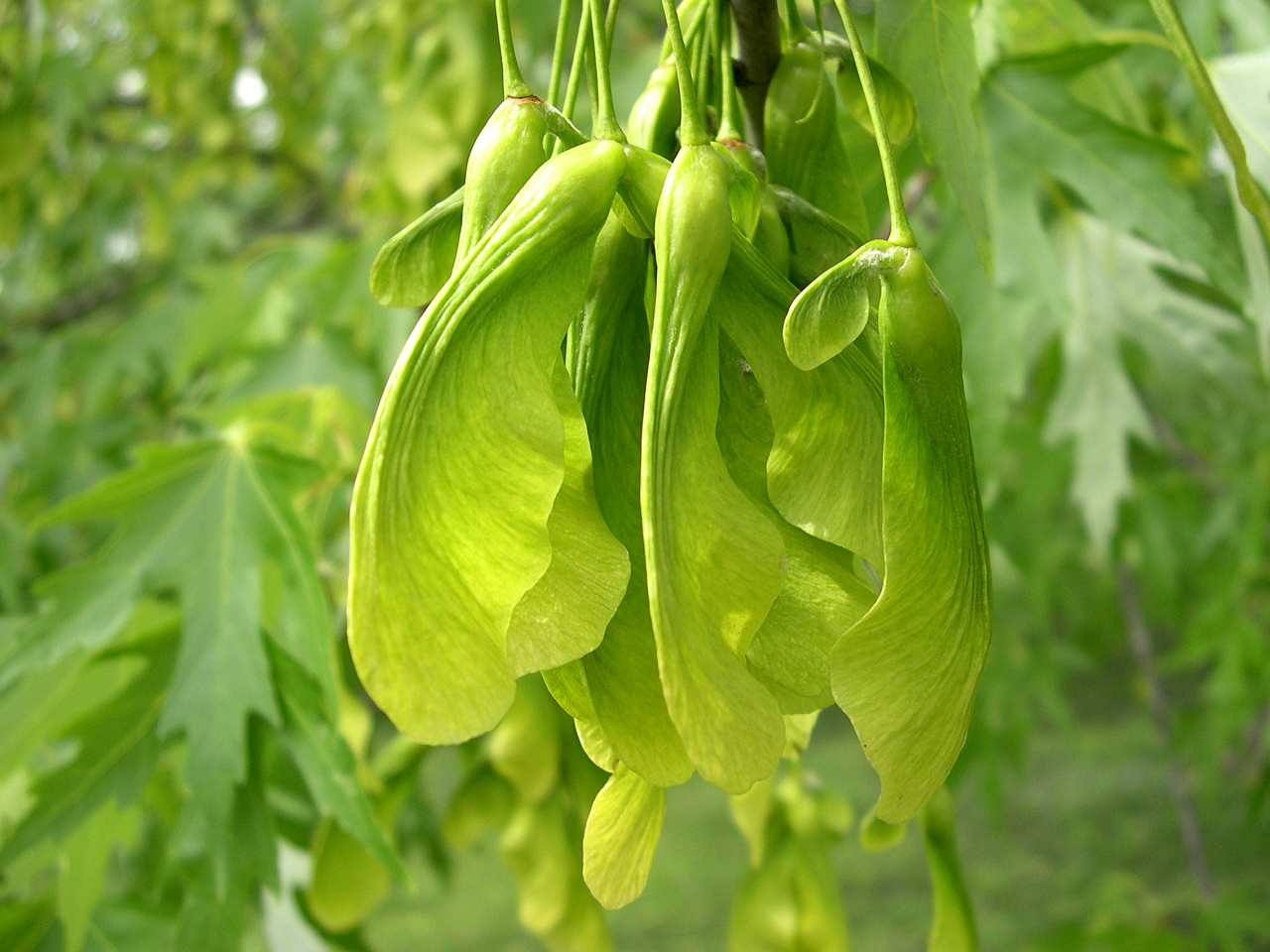
Frutos.

El arce plateado está estrechamente emparentado con el arce rojo Acer rubrum, y pueden hibridarse, el híbrido se conoce como "arce del hombre libre" (Acer × freemanii); popular arce ornamental en parques, grandes jardines y como árbol de alineación combinando el crecimiento rápido y la resistencia a las sequías del arce plateado con la madera menos quebradiza y las raíces no invasivas del arce rojo.

## Taxonomía
Acer saccharinum fue descrita por Carlos Linneo y publicado en Species Plantarum 2: 1055. 1753.
Etimología
Acer: nombre genérico que procede del latín ǎcěr, -ĕris = (afilado), referido a las puntas características de las hojas o a la dureza de la madera que, supuestamente, se utilizaría para fabricar lanzas. Ya citado en, entre otros, Plinio el Viejo, 16, XXVI/XXVII, refiriéndose a unas cuantas especies de Arce.
saccharinum: epíteto latíno que significa "azucarado".
Sinonimia
- Acer coccineum Wender.
- Acer dasycarpum Ehrh.
- Acer eriocarpum Michx.
- Acer heterophyllum var. laciniatum Carrière
- Acer pallidum Aiton ex Steud.
- Acer pavia Dippel
- Acer saira K.Koch
- Acer tomentosum Desf.
- Acer virginianum Mill. ex Steud.
- Argentacer saccharinum (L.) Small
- Argentacer saccharinum var. laciniatum (Carrière) Moldenke
- Saccharodendron saccharinum Nieuwl.
- Sacchrosphendamnus saccharinus Nieuwl.[5]